# یامیووکی-شویتلیکی
یامیووکی-شویتلیکی (به لاتین: Jamiołki-Świetliki) یک روستا در لهستان است که در گمینا سوکووه واقع شده‌است. یامیووکی-شویتلیکی ۲۵ نفر جمعیت دارد و ۱۴۲ متر بالاتر از سطح دریا واقع شده‌است.